# Hemileuca lucina
Hemileuca lucina är en fjärilsart som beskrevs av H.Edwards 1887. Hemileuca lucina ingår i släktet Hemileuca och familjen påfågelsspinnare. Inga underarter finns listade i Catalogue of Life.